# Бовсуновская, Мария Даниловна
Мария Даниловна Бовсуновская (1907,теперь Бовсуновский сельский совет Лугинского района Житомирской области — ?)  — украинская советская деятельница, новатор сельскохозяйственного производства, звеньевая колхоза «Победа» Лугинского района Житомирской области, председатель исполнительного комитета Соловьёвского сельского совета Лугинского района Житомирской области. Депутат Верховного Совета СССР 1-го созыва с января 1941 года.

## Биография
Родилась в бедной крестьянской семье. Батрачила у зажиточных крестьян.
С начала 1930-х годов — колхозница, звеньевая колхоза «Победа» Лугинского района Житомирской области. В 1938 году собрала урожай льноволокна 21,81 центнеров с гектара, а семян льна — 16,64 центнеров с гектара. В 1939 году ее звено собрало урожай льноволокна 27,08 центнеров с гектара, а семян льна — 20,09 центнеров с гектара.
Член ВКП(б).
В 1940-1941 годах — председатель исполнительного комитета Соловьёвского сельского совета Лугинского района Житомирской области.
С 1944 года — звеньевая льноводческого звена колхоза села Лугино Лугинского района Житомирской области. Ежегодно выращивала по 10-12 центнеров льноволокна с каждого гектара. Была участницей Всесоюзной сельскохозяйственной выставки 1954 года.
Потом — на пенсии.

## Награды
- орден Ленина (7.02.1939)
- медали